# Centro per il libro e la lettura
Il Centro per il libro e la lettura è un istituto dotato di autonomia speciale del Ministero della cultura. Costituisce articolazione della Direzione Generale Biblioteche e diritto d'autore.
Il Centro per il libro e la lettura ha sede a Roma, presso il Palazzetto Andersen. Tra i suoi compiti rientrano la promozione del libro, della lettura e della letteratura italiana in ambito nazionale ed internazionale.

## Storia
Il Centro per il libro e la lettura è stato istituito nel 2007 con il DPR 233/2007, mentre le norme che ne regolano il funzionamento sono stabilite dal DPR 34/2010. Come tutti gli uffici del MiC dotati di autonomia speciale, gode di autonomia finanziaria, organizzativa, contabile e scientifica.
Operante presso la Direzione Generale Biblioteche e diritto d'autore, il Centro si occupa di attuare politiche di promozione del libro e della letteratura sia in Italia che all'estero, avvalendosi anche della collaborazione del Ministero degli Affari Esteri per quel che concerne le attività di rilievo internazionale. Inoltre, con la Presidenza del Consiglio dei ministri cura le campagne di sensibilizzazione in materia e svolge attività di promozione del libro presso le scuole.
Si sono succeduti nel ruolo di presidente del Centro per il libro e la lettura Gian Arturo Ferrari, Romano Montroni, Diego Marani, Marino Sinibaldi e Adriano Monti Buzzetti. Il 26 giugno 2025 la presidenza del Centro è stata affidata all'italianista e storico della letteratura Giuseppe Iannaccone .
La carica di direttore è stata ricoperta da Flavia Cristiano (2010-2019), Angelo Piero Cappello (2019-2023). Dal 21 novembre 2023 la direzione è affidata a Luciano Lanna.

## Funzioni
I compiti del Centro per il libro e la lettura (definiti dal DPR 34/2010 e, successivamente, dalla legge 13 febbraio 2020 n. 15 “Disposizioni per la promozione e il sostegno della lettura”) sono i seguenti:
- promuovere la diffusione della lettura a partire dall’infanzia e dalla scuola (anche attraverso il programma “Leggimi 0-6“);
- attribuire valore sociale alla lettura (attraverso la campagna nazionale di promozione della lettura “Il Maggio dei libri” e l’iniziativa “Libriamoci. Giornate di lettura nelle scuole“;
- ideare, avviare e coordinare progetti insieme a enti locali, biblioteche pubbliche, scuole, associazioni culturali e professionali, anche attraverso i bandi del Piano nazionale d’azione per la promozione della lettura e incoraggiando la sottoscrizione dei Patti per la lettura;
- sostenere il mondo del libro in una prospettiva nazionale (anche attraverso la rete di “Città che legge” e il sostegno alle principali fiere librarie nazionali di Torino e di Roma);
- consentire un approccio conoscitivo al mondo del libro e favorire le iniziative di formazione (anche attraverso il programma “Educare alla lettura“);
- diffondere la conoscenza del libro e della cultura italiana all’estero e a questo scopo partecipare a fiere e rassegne editoriali in Italia e all’estero e a premi e progetti nazionali di promozione della lettura;
- elaborare pubblicazioni periodiche, come la rivista “Libri e Riviste d’Italia“, e monografiche, per favorire l’analisi e la riflessione su dati e scenari riguardanti il mondo del libro, l’alfabetizzazione, la promozione e le pratiche della lettura;
- offrire strumenti di consultazione on-line come banche dati e altre risorse web;
- organizzare mostre, eventi, convegni e incontri sul presente e il futuro del libro.